# Aethalochroa insignis
Aethalochroa insignis (лат.) — вид богомолов из семейства Toxoderidae (Toxoderinae).
Встречаются в южной Азии (Индия).

## Описание
Длина около 13 см. Сходен с видом Aethalochroa ashmoliana, но отличается более крупными размерам и с более высокими, но менее регулярно развитыми лопастями на концах средних и задних бёдер. Богомолы с тонким удлинённым телом, с выступающими глазами. Пронотум узкий, длиннее передних тазиков. Бёдра тонкие, верхний край вогнут; с 5 наружными и 3 дискоидальными шипами; голени тонкие, верхний край вогнут, 4—5 наружных и 7—8 внутренних шипов. Средние и задние лапки короткие.